# Lefstad
Lefstad är en bebyggelse i Torsby socken i Kungälvs kommun i Västra Götalands län. SCB avgränsade här en småort från 2000 till 2020. Vid avgränsningen 2020 hade den växt samman med tätorten Kärna och småorten avregistrerades.